# 阿波羅電腦
阿波羅電腦（Apollo Computer, Inc.）於1980年在麻賽諸賽州（Massachusetts）的Chelmsford成立，創辦人為William Poduska（也是之後Apollo PRISM電腦的發創者）。80年代的阿波羅電腦主要是研製Apollo/Domain工作站，阿波羅電腦與Symbolics公司及昇陽電腦（Sun Microsystems）同為80年代圖形工作站的的先驅業者。
1981年該公司發表了DN100工作站，使用摩托罗拉 68000微處理器。Apollo工作站使用的是Aegis（之後改稱Domain/OS）作業系統，是一種專屬作業系統，並具有一個合乎POSIX規範的UNIX交替前端。Apollo在網路功能的技術上尤其優異，是第一個能在網路上實現需求分頁功能的業者，且能讓網路運用於無形，此外極低的系統使用管理率（sysadmin-to-machine ratio）也是無人能及。（待查證）
在1980年到1987年間，Apollo成為最大的網路工作站製造商，然而在1987年年底時其市場佔有率卻落到第三，低於迪吉多電腦（Digital Equipment Corporation，簡稱：DEC）及昇陽電腦（Sun Microsystems），不過仍舊是領先惠普科技（Hewlett-Packard，簡稱：HP）及國際商業機器（International Business Machine，簡稱：IBM）。阿波羅電腦最大的客戶是Mentor Graphics（電子設計需求）、通用汽車（General Motors，簡稱：GM）、福特汽車（Ford）、克萊斯勒汽車（Chrysler）以及波音（Boeing，機械設計需求）。
到了1989年，惠普科技以4.76億美元收併了阿波羅電腦，並在1990年到1997年間逐漸的退淡。
附帶一提的是，阿波羅電腦公司也發創了修訂控制系統：DSEE（Domain Software Engineering Environment網域軟體工程環境），此軟體之後改名成為Rational ClearCase，原有的名稱DSEE讓人覺得過玄與難解。

## 公司歷史
儘管阿波羅電腦比昇陽電腦早兩年起步，但卻未善用這兩年優勢來維持住領先地位，當他們進入市場後，與其它多數業者起步時相同的，擁有一個明確的範疇領域，該公司認為取得市場主導地位勝於找尋最佳路徑。因此Aegis/Domain作業系統一直只是提供類似UNIX的操作指令，喪失跟隨UNIX潮流（待查證），如此一直到1987年Domain v10版發表時，該版才進一步支援UNIX的應用程式介面（API）及UNIX風格的記憶體管理。
在技術發展方面，由於阿波羅在電腦設計採行垂直式結構，以致自行發創研製了許多專屬性的軟硬體，相對的昇陽電腦以開放性設計為主，使得阿波羅電腦在技術創新的腳步上慢於昇陽電腦，且產品單價也較高。（待查證）
1. ^  - AT-bus是IBM用於其PC AT個人電腦的資料匯流排技術，屬16位元架構，在此之前的IBM PC、PC XT個人電腦則使用8位元的資料匯流排，一般而言IBM PC、PC XT所用的匯流排稱為8-bit ISA，PC AT的AT-bus則稱為16-bit ISA。

工作站電腦產業的競爭約在1980年代後半開始激烈化，個人電腦（PC）開始侵入原有屬於工作站業者的客戶群，如此也使得阿波羅電腦的財務開始吃緊，而1985年Thomas Vanderslice接任總裁及執行長位置後使公司的管理風格開始改變，Thomas Vanderslice過去在通用電氣（GE）、通用電信（GTE）等大型企業服務，接手阿波羅電腦後開始大幅刪減成本、重整規制，導致許多軟硬體工程師紛紛求去。（待查證）

## 外部連結
- 惠普科技（HP）的Domain Apollo系列工作站 （页面存档备份，存于）（英文）
- 更多關於昇陽電腦（Sun）與阿波羅電腦（Apollo）間的競爭（英文）
- 阿波羅電腦（Apollo）的常見問答集（英文）